# Аніта (ураган)
Ураган «Аніта» (англ. Hurricane Anita) – потужним ураган 5 категорії під час сезону ураганів в Атлантиці 1977 року. Аніта перший великий ураган, який утворився в Мексиканській затоці після урагану Елоїза 1975 року.
Ураган викликав невеликі опади та високі припливи вздовж узбережжя Мексиканської затоки Сполучених Штатів . Повідомлялося про деякі невеликі повені, але пошкодження були незначними. У Мексиці ураган викликав сильний вітер і помірні опади. Вітер завдав значної шкоди селам на північному сході Мексики, близько 25 000 людей залишилися без даху над головою. Обсяг опадів, який досяг понад 17,52 дюйма (445 мм), спричинив повені та селеві потоки, які забрали життя одинадцяти людей у Тамауліпасі.

## Наслідки
Незабаром після того, як ураган обрушився на сушу, уряд Мексики відправив дві вантажівки з продовольством у райони найбільшого впливу. Крім того, офіційні особи дозволили повністю використовувати мексиканську залізничну систему для полегшення розподілу допомоги. Три муніципалітети також були оголошені зонами лиха після шторму. У Техасі поєднання помірних опадів і високих припливів у низинних болотах призвело до спалаху комарів поблизу [[Галвестона після шторму.
Через серйозні збитки, спричинені ураганом в Атлантичному басейні, ім’я Аніта було видалено з списків наприкінці сезону 1977 року. Його більше ніколи не використовуватимуть для назви тропічного шторму в атлантичкому басейні.